# Râul Păltinoasa, Lotru
Râul Păltinoasa este un curs de apă, afluent al râului Lotru. Se formează la confluența brațelor Păltinoasa Mare și Păltinoasa Mică

## Hărți
- Harta Munții Lotrului  Arhivat în 6 mai 2008, la Wayback Machine.